# Ursviken

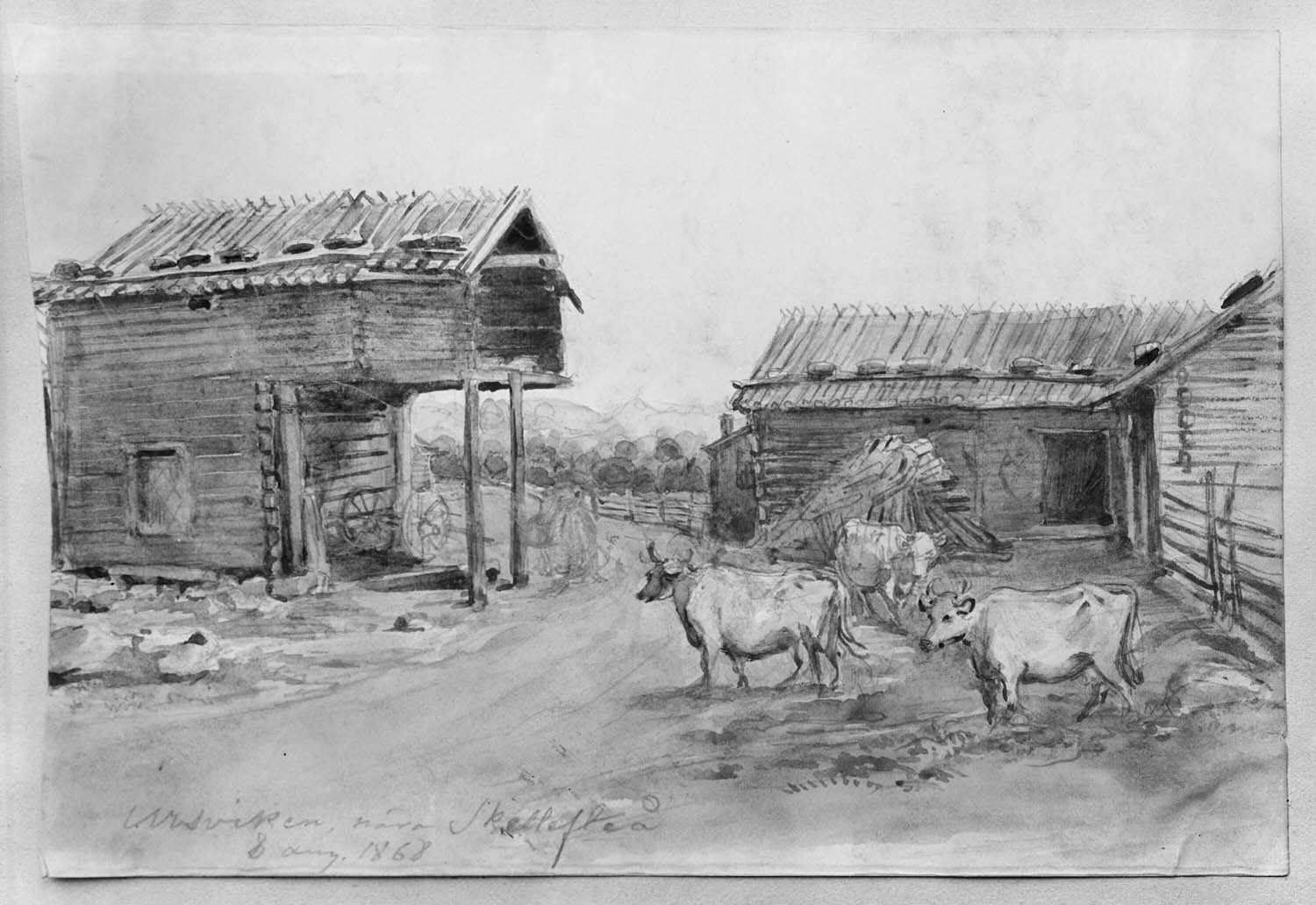
Gebäude in Ursviken um 1868 nach einer Zeichnung von Fritz von Dardel

Ursviken ist ein Ort (tätort) in der schwedischen Provinz Västerbottens län und der historischen Provinz Västerbotten. Er gehört zur Gemeinde Skellefteå.
Der Ort liegt am Fluss Skellefte älv kurz vor dessen Mündung in die Ostsee etwa acht Kilometer südöstlich von Skellefteå. Durch den Ort führen der Länsväg 372 sowie die Bahnstrecke Bastuträsk–Skelleftehamn. Ursviken ist mit seinen 3913 Einwohnern (2015) der zweitgrößte Ort der Gemeinde.